# Husiniamui
Huisiniamui - u Indian Witoto bóg słońca i wegetacji łączony z kanibalizmem.